# Grand Prix de l'Escaut 2014
La 102e édition du Grand Prix de l'Escaut a eu lieu le 9 avril 2014. La course fait partie du calendrier UCI Europe Tour 2014 en catégorie 1.HC.
La course a été remportée lors d'un sprint massif par l'Allemand Marcel Kittel (Giant-Shimano) qui s'impose devant l'Américain Tyler Farrar (Garmin-Sharp) et le Néerlandais Danny van Poppel (Trek Factory Racing).

## Présentation

### Équipes
Classé en catégorie 1.HC de l'UCI Europe Tour, le Grand Prix de l'Escaut est par conséquent ouvert aux UCI ProTeams dans la limite de 70 % des équipes participantes, aux équipes continentales professionnelles, aux équipes continentales belges et à une équipe nationale belge.
Vingt-quatre équipes participent à ce Grand Prix de l'Escaut - quatorze ProTeams et dix équipes continentales professionnelles :
| UCI ProTeams            | UCI ProTeams | UCI ProTeams |
| Nom de l'équipe         | Pays         | Code         |
| ----------------------- | ------------ | ------------ |
| AG2R La Mondiale        | France       | ALM          |
| Astana                  | Kazakhstan   | AST          |
| Belkin                  | Pays-Bas     | BEL          |
| BMC Racing              | États-Unis   | BMC          |
| Cannondale              | Italie       | CAN          |
| Europcar                | France       | EUC          |
| FDJ.fr                  | France       | FDJ          |
| Garmin-Sharp            | États-Unis   | GRS          |
| Giant-Shimano           | Pays-Bas     | GIA          |
| Katusha                 | Russie       | KAT          |
| Lotto-Belisol           | Belgique     | LTB          |
| Omega Pharma-Quick Step | Belgique     | OPQ          |
| Sky                     | Royaume-Uni  | SKY          |
| Trek Factory Racing     | États-Unis   | TFR          |

| Équipes continentales professionnelles | Équipes continentales professionnelles | Équipes continentales professionnelles |
| Nom de l'équipe                        | Pays                                   | Code                                   |
| -------------------------------------- | -------------------------------------- | -------------------------------------- |
| Androni Giocattoli-Venezuela           | Italie                                 | AND                                    |
| Cofidis                                | France                                 | COF                                    |
| IAM                                    | Suisse                                 | IAM                                    |
| MTN-Qhubeka                            | Afrique du Sud                         | MTN                                    |
| Neri Sottoli                           | Italie                                 | NRI                                    |
| NetApp-Endura                          | Allemagne                              | TNE                                    |
| RusVelo                                | Russie                                 | RVL                                    |
| Topsport Vlaanderen-Baloise            | Belgique                               | TSV                                    |
| UnitedHealthcare                       | États-Unis                             | UHC                                    |
| Wanty-Groupe Gobert                    | Belgique                               | WGG                                    |

### Favoris
Le triple vainqueur de l'épreuve Mark Cavendish ne prend pas le départ pour cause de maladie. Le double tenant du titre Marcel Kittel est lui bien présent. On note également la présence des sprinteurs Tom Boonen, Theo Bos, Peter Sagan, Arnaud Démare, Tyler Farrar et Alexander Kristoff.

## Classement final
|    | Coureur             | Pays       | Équipe                  |    | Temps           |
| -- | ------------------- | ---------- | ----------------------- | -- | --------------- |
| 1  | Marcel Kittel       | Allemagne  | Giant-Shimano           | en | 4 h 33 min 53 s |
| 2  | Tyler Farrar        | États-Unis | Garmin-Sharp            | +  | m.t             |
| 3  | Danny van Poppel    | Pays-Bas   | Trek Factory Racing     |    | m.t             |
| 4  | Alessandro Petacchi | Italie     | Omega Pharma-Quick Step |    | m.t             |
| 5  | Sam Bennett         | Irlande    | NetApp-Endura           |    | m.t             |
| 6  | Davide Appollonio   | Italie     | AG2R La Mondiale        |    | m.t             |
| 7  | Danilo Napolitano   | Italie     | Wanty-Groupe Gobert     |    | m.t             |
| 8  | Andrea Guardini     | Italie     | Astana                  |    | m.t             |
| 9  | Yannick Martinez    | France     | Europcar                |    | m.t             |
| 10 | Matteo Pelucchi     | Italie     | IAM                     |    | m.t             |

## Liste des participants
- Liste de départ complète

| Légende | Légende                                                                    | Légende | Légende                                                    |
| ------- | -------------------------------------------------------------------------- | ------- | ---------------------------------------------------------- |
| Num     | Dossard de départ porté par le coureur sur ce Grand Prix de l'Escaut       | Pos     | Position à l'arrivée de la course                          |
|         | Indique un maillot de champion national ou mondial, suivi de sa spécialité | NP      | Indique un coureur qui n'a pas pris le départ de la course |
| AB      | Indique un coureur qui n'a pas terminé la course                           | HD      | Indique un coureur qui a terminé la course hors des délais |

| Giant-Shimano GIA | Giant-Shimano GIA     | Giant-Shimano GIA |
| ----------------- | --------------------- | ----------------- |
| Num               | Coureur               | Pos               |
| 1                 | Marcel Kittel (GER)   | 1er               |
| 2                 | Nikias Arndt (GER)    | 106e              |
| 3                 | Roy Curvers (NED)     | 112e              |
| 4                 | Bert De Backer (BEL)  | 48e               |
| 5                 | Ji Cheng (CHN)        | 151e              |
| 6                 | Ramon Sinkeldam (NED) | 45e               |
| 7                 | Tom Stamsnijder (NED) | AB                |
| 8                 | Albert Timmer (NED)   | 128e              |

| Omega Pharma-Quick Step OPQ | Omega Pharma-Quick Step OPQ | Omega Pharma-Quick Step OPQ |
| --------------------------- | --------------------------- | --------------------------- |
| Num                         | Coureur                     | Pos                         |
| 11                          | Tom Boonen (BEL)            | 84e                         |
| 12                          | Andrew Fenn (GBR)           | 52e                         |
| 13                          | Alessandro Petacchi (ITA)   | 4e                          |
| 14                          | Mark Renshaw (AUS)          | 115e                        |
| 15                          | Gert Steegmans (BEL)        | 25e                         |
| 16                          | Matteo Trentin (ITA)        | 114e                        |
| 17                          | Stijn Vandenbergh (BEL)     | 98e                         |
| 18                          | Martin Velits (SVK)         | 113e                        |

| Lotto-Belisol LTB | Lotto-Belisol LTB         | Lotto-Belisol LTB |
| ----------------- | ------------------------- | ----------------- |
| Num               | Coureur                   | Pos               |
| 21                | Kenny Dehaes (BEL)        | 16e               |
| 22                | Kris Boeckmans (BEL)      | 94e               |
| 23                | Vegard Breen (NOR)        | 100e              |
| 24                | Sean De Bie (BEL)         | 146e              |
| 25                | Gregory Henderson (NZL)   | 75e               |
| 26                | Marcel Sieberg (GER)      | 104e              |
| 27                | Boris Vallée (BEL)        | 83e               |
| 28                | Jonas Van Genechten (BEL) | 51e               |

| AG2R La Mondiale ALM | AG2R La Mondiale ALM     | AG2R La Mondiale ALM |
| -------------------- | ------------------------ | -------------------- |
| Num                  | Coureur                  | Pos                  |
| 31                   | Davide Appollonio (ITA)  | 6e                   |
| 32                   | Gediminas Bagdonas (LTU) | 29e                  |
| 33                   | Steve Chainel (FRA)      | 156e                 |
| 34                   | Maxime Daniel (FRA)      | 63e                  |
| 35                   | Damien Gaudin (FRA)      | 171e                 |
| 36                   | Hugo Houle (CAN)         | 103e                 |
| 37                   |                          |                      |
| 38                   | Sébastien Turgot (FRA)   | 40e                  |

| Astana AST | Astana AST               | Astana AST |
| ---------- | ------------------------ | ---------- |
| Num        | Coureur                  | Pos        |
| 41         | Andrea Guardini (ITA)    | 8e         |
| 42         | Borut Božič (SLO)        | 79e        |
| 43         | Daniil Fominykh (KAZ)    | 56e        |
| 44         | Dmitriy Gruzdev (KAZ)    | 78e        |
| 45         | Evan Huffman (USA)       | 149e       |
| 46         | Valentin Iglinskiy (KAZ) | 131e       |
| 47         | Dmitriy Muravyev (KAZ)   | AB         |
| 48         | Ruslan Tleubayev (KAZ)   | 24e        |

| Belkin BEL | Belkin BEL               | Belkin BEL |
| ---------- | ------------------------ | ---------- |
| Num        | Coureur                  | Pos        |
| 51         | Theo Bos (NED)           | 20e        |
| 52         | Lars Boom (NED)          | 102e       |
| 53         | Graeme Brown (AUS)       | 43e        |
| 54         | Moreno Hofland (NED)     | 35e        |
| 55         | Barry Markus (NED)       | 39e        |
| 56         | Nick van der Lijke (NED) | 55e        |
| 57         | Sep Vanmarcke (BEL)      | 154e       |
| 58         | Dennis van Winden (NED)  | AB         |

| BMC Racing BMC | BMC Racing BMC              | BMC Racing BMC |
| -------------- | --------------------------- | -------------- |
| Num            | Coureur                     | Pos            |
| 61             | Thor Hushovd (NOR) (Route)  | 76e            |
| 62             | Silvan Dillier (SUI)        | 61e            |
| 63             | Sebastian Lander (DEN)      | 27e            |
| 64             | Klaas Lodewyck (BEL)        | AB             |
| 65             | Manuel Quinziato (ITA)      | 86e            |
| 66             | Greg Van Avermaet (BEL)     | 89e            |
| 67             | Danilo Wyss (SUI)           | 82e            |
| 68             | Michael Schär (SUI) (Route) | 138e           |

| Cannondale CAN | Cannondale CAN             | Cannondale CAN |
| -------------- | -------------------------- | -------------- |
| Num            | Coureur                    | Pos            |
| 71             | Peter Sagan (SVK) (Route)  | 70e            |
| 72             | Maciej Bodnar (POL)        | 92e            |
| 73             | Ted King (USA)             | 143e           |
| 74             | Kristjan Koren (SLO)       | 50e            |
| 75             | Paolo Longo Borghini (ITA) | 80e            |
| 76             | Alan Marangoni (ITA)       | 59e            |
| 77             | Fabio Sabatini (ITA)       | 67e            |
| 78             | Elia Viviani (ITA)         | 42e            |

| FDJ.fr FDJ | FDJ.fr FDJ                     | FDJ.fr FDJ |
| ---------- | ------------------------------ | ---------- |
| Num        | Coureur                        | Pos        |
| 81         | Arnaud Démare (FRA)            | 21e        |
| 82         | William Bonnet (FRA)           | 71e        |
| 83         | David Boucher (FRA)            | 129e       |
| 84         | Mickaël Delage (FRA)           | 68e        |
| 85         | Murilo Fischer (BRA)           | 135e       |
| 86         | Pierre-Henri Lecuisinier (FRA) | 165e       |
| 87         | Laurent Mangel (FRA)           | AB         |
| 88         | Yoann Offredo (FRA)            | 133e       |

| Garmin-Sharp GRS | Garmin-Sharp GRS          | Garmin-Sharp GRS |
| ---------------- | ------------------------- | ---------------- |
| Num              | Coureur                   | Pos              |
| 91               | Tyler Farrar (USA)        | 2e               |
| 92               | Jack Bauer (NZL)          | 32e              |
| 93               | Lasse Norman Hansen (DEN) | 49e              |
| 94               | Raymond Kreder (NED)      | 110e             |
| 95               | David Millar (GBR)        | 120e             |
| 96               | Nick Nuyens (BEL)         | 153e             |
| 97               | Dylan van Baarle (NED)    | 119e             |
| 98               | Steele Von Hoff (AUS)     | 30e              |

| Europcar EUC | Europcar EUC           | Europcar EUC |
| ------------ | ---------------------- | ------------ |
| Num          | Coureur                | Pos          |
| 101          | Jérôme Cousin (FRA)    | 169e         |
| 102          | Antoine Duchesne (CAN) | 62e          |
| 103          | Jimmy Engoulvent (FRA) | 170e         |
| 104          | Yohann Gène (FRA)      | 167e         |
| 105          | Vincent Jérôme (FRA)   | 164e         |
| 106          | Yannick Martinez (FRA) | 9e           |
| 107          | Alexandre Pichot (FRA) | 65e          |
| 108          | Björn Thurau (GER)     | 168e         |

| Katusha KAT | Katusha KAT                     | Katusha KAT |
| ----------- | ------------------------------- | ----------- |
| Num         | Coureur                         | Pos         |
| 111         | Alexander Kristoff (NOR)        | 15e         |
| 112         | Vladimir Gusev (RUS)            | 172e        |
| 113         | Vladimir Isaychev (RUS) (Route) | 152e        |
| 114         | Aliaksandr Kuschynski (BLR)     | 91e         |
| 115         | Viatcheslav Kouznetsov (RUS)    | 73e         |
| 116         | Luca Paolini (ITA)              | 166e        |
| 117         | Rüdiger Selig (GER)             | 44e         |
| 118         | Gatis Smukulis (LAT)            | 116e        |

| Sky SKY | Sky SKY                    | Sky SKY |
| ------- | -------------------------- | ------- |
| Num     | Coureur                    | Pos     |
| 121     | Edvald Boasson Hagen (NOR) | 141e    |
| 122     | Bernhard Eisel (AUT)       | 109e    |
| 123     | Christian Knees (GER)      | 150e    |
| 124     | Gabriel Rasch (NOR)        | 77e     |
| 125     | Luke Rowe (GBR)            | 125e    |
| 126     | Geraint Thomas (GBR)       | 142e    |
| 127     | Bradley Wiggins (GBR)      | 157e    |
| 128     |                            |         |

| Trek Factory Racing TFR | Trek Factory Racing TFR       | Trek Factory Racing TFR |
| ----------------------- | ----------------------------- | ----------------------- |
| Num                     | Coureur                       | Pos                     |
| 131                     | Fabian Cancellara (SUI)       | 121e                    |
| 132                     |                               |                         |
| 133                     | Markel Irizar (ESP)           | 41e                     |
| 134                     |                               |                         |
| 135                     | Grégory Rast (SUI)            | AB                      |
| 136                     | Hayden Roulston (NZL) (Route) | 93e                     |
| 137                     | Jesse Sergent (NZL)           | 90e                     |
| 138                     | Danny van Poppel (NED)        | 3e                      |

| Androni Giocattoli-Venezuela AND | Androni Giocattoli-Venezuela AND | Androni Giocattoli-Venezuela AND |
| -------------------------------- | -------------------------------- | -------------------------------- |
| Num                              | Coureur                          | Pos                              |
| 141                              | Kenny van Hummel (NED)           | 11e                              |
| 142                              | Marco Bandiera (ITA)             | 162e                             |
| 143                              | Omar Bertazzo (ITA)              | AB                               |
| 144                              |                                  |                                  |
| 145                              | Antonio Parrinello (ITA)         | 130e                             |
| 146                              | Jackson Rodríguez (VEN)          | 66e                              |
| 147                              | Nicola Testi (ITA)               | 97e                              |
| 148                              | Andrea Zordan (ITA)              | 163e                             |

| Cofidis COF | Cofidis COF             | Cofidis COF |
| ----------- | ----------------------- | ----------- |
| Num         | Coureur                 | Pos         |
| 151         | Adrien Petit (FRA)      | 18e         |
| 152         | Edwig Cammaerts (BEL)   | 28e         |
| 153         | Egoitz García (ESP)     | 148e        |
| 154         | Gert Jõeäär (EST)       | 159e        |
| 155         | Cyril Lemoine (FRA)     | 127e        |
| 156         | Stéphane Poulhiès (FRA) | 58e         |
| 157         |                         |             |
| 158         | Louis Verhelst (BEL)    | AB          |

| IAM | IAM                     | IAM |
| --- | ----------------------- | --- |
| Num | Coureur                 | Pos |
| 161 | Matteo Pelucchi (ITA)   | 10e |
| 162 | Marcel Aregger (SUI)    | 74e |
| 163 | Sébastien Hinault (FRA) | 37e |
| 164 | Kevyn Ista (BEL)        | 38e |
| 165 | Dominic Klemme (GER)    | 99e |
| 166 |                         |     |
| 167 | Pirmin Lang (SUI)       | 87e |
| 168 | Vicente Reynés (ESP)    | 46e |

| MTN-Qhubeka MTN | MTN-Qhubeka MTN         | MTN-Qhubeka MTN |
| --------------- | ----------------------- | --------------- |
| Num             | Coureur                 | Pos             |
| 171             | Fregalsi Debesay (ERI)  | 158e            |
| 172             | Bradley Potgieter (RSA) | AB              |
| 173             | Martin Reimer (GER)     | 173e            |
| 174             |                         |                 |
| 175             | Songezo Jim (RSA)       | 145e            |
| 176             | Andreas Stauff (GER)    | 23e             |
| 177             | Johann van Zyl (RSA)    | NP              |
| 178             | Martin Wesemann (RSA)   | 132e            |

| Neri Sottoli NRI | Neri Sottoli NRI        | Neri Sottoli NRI |
| ---------------- | ----------------------- | ---------------- |
| Num              | Coureur                 | Pos              |
| 181              | Francesco Chicchi (ITA) | 13e              |
| 182              | Giorgio Cecchinel (ITA) | 60e              |
| 183              | Daniele Colli (ITA)     | 53e              |
| 184              | Samuele Conti (ITA)     | 134e             |
| 185              | Roberto De Patre (ITA)  | 54e              |
| 186              | Andrea Fedi (ITA)       | 117e             |
| 187              | Luigi Miletta (ITA)     | 95e              |
| 188              | Mattia Pozzo (ITA)      | 155e             |

| RusVelo RVL | RusVelo RVL             | RusVelo RVL |
| ----------- | ----------------------- | ----------- |
| Num         | Coureur                 | Pos         |
| 191         | Ivan Balykin (ITA)      | 123e        |
| 192         | Artur Ershov (RUS)      | 34e         |
| 193         | Sergey Firsanov (RUS)   | 147e        |
| 194         | Sergueï Klimov (RUS)    | 139e        |
| 195         | Leonid Krasnov (RUS)    | 14e         |
| 196         | Roman Maikin (RUS)      | 26e         |
| 197         | Alexander Serov (RUS)   | 140e        |
| 198         | Gennadi Tatarinov (RUS) | 137e        |

| NetApp-Endura TNE | NetApp-Endura TNE         | NetApp-Endura TNE |
| ----------------- | ------------------------- | ----------------- |
| Num               | Coureur                   | Pos               |
| 201               |                           |                   |
| 202               | Sam Bennett (IRL)         | 5e                |
| 203               | Jan Bárta (CZE) (Route)   | 57e               |
| 204               | Zakkari Dempster (AUS)    | 101e              |
| 205               | Blaž Jarc (SLO)           | 96e               |
| 206               | Ralf Matzka (GER)         | 81e               |
| 207               | Andreas Schillinger (GER) | 105e              |
| 208               | Scott Thwaites (GBR)      | 122e              |

| Topsport Vlaanderen-Baloise TSV | Topsport Vlaanderen-Baloise TSV | Topsport Vlaanderen-Baloise TSV |
| ------------------------------- | ------------------------------- | ------------------------------- |
| Num                             | Coureur                         | Pos                             |
| 211                             | Michael Van Staeyen (BEL)       | 19e                             |
| 212                             | Tim Declercq (BEL)              | 107e                            |
| 213                             | Jarl Salomein (BEL)             | 36e                             |
| 214                             | Stijn Steels (BEL)              | 124e                            |
| 215                             | Tom Van Asbroeck (BEL)          | 12e                             |
| 216                             | Preben Van Hecke (BEL)          | 88e                             |
| 217                             | Kenneth Vanbilsen (BEL)         | 108e                            |
| 218                             | Pieter Vanspeybrouck (BEL)      | 136e                            |

| UnitedHealthcare UHC | UnitedHealthcare UHC     | UnitedHealthcare UHC |
| -------------------- | ------------------------ | -------------------- |
| Num                  | Coureur                  | Pos                  |
| 221                  | Robert Förster (GER)     | 111e                 |
| 222                  | Alessandro Bazzana (ITA) | 118e                 |
| 223                  | Ken Hanson (USA)         | 33e                  |
| 224                  | Christopher Jones (USA)  | 144e                 |
| 225                  | Luke Keough (USA)        | 47e                  |
| 226                  | Martijn Maaskant (NED)   | 64e                  |
| 227                  | John Murphy (USA)        | 31e                  |
| 228                  | Daniel Summerhill (USA)  | 22e                  |

| Wanty-Groupe Gobert WGG | Wanty-Groupe Gobert WGG | Wanty-Groupe Gobert WGG |
| ----------------------- | ----------------------- | ----------------------- |
| Num                     | Coureur                 | Pos                     |
| 231                     | Danilo Napolitano (ITA) | 7e                      |
| 232                     | Jan Ghyselinck (BEL)    | 126e                    |
| 233                     | Jempy Drucker (LUX)     | 69e                     |
| 234                     | Wesley Kreder (NED)     | 85e                     |
| 235                     | Björn Leukemans (BEL)   | 160e                    |
| 236                     | Fréderique Robert (BEL) | 17e                     |
| 237                     | Nico Sijmens (BEL)      | 161e                    |
| 238                     | Kévin Van Melsen (BEL)  | 72e                     |